# 大内顕
大内 顕（おおうち あきら、1958年 - ）は、日本の内部告発者、著述家。元警視庁職員。

## 略歴
- 中央大学法学部法律学科卒業
- 1982年4月、警視庁の一般職員として採用。本田署（ほんでんしょ）警務課会計厚生係へ配属。
- 1991年4月、東大和署警務課会計厚生係長
- 1997年2月、警備部警備第1課へ異動
- 1999年7月、総務部企画課へ異動。
- 2000年10月、退職。

## 著書
- 『警視庁(裏)ガネ担当』 （講談社） 2002-04 ISBN 4062112752
- 『警視庁ウラ金担当 : 会計責任者18年間の「仕事」』 （講談社プラスアルファ文庫） 2005-06, 2002年刊の増訂  ISBN 978-4062569439